# Нелюбовь (фильм, 2017)
«Нелюбо́вь» — драматический фильм режиссёра Андрея Звягинцева. Мировая премьера состоялась в основной конкурсной программе 70-го Каннского кинофестиваля, где фильм получил Приз жюри.
Команда, состоящая из режиссёра Андрея Звягинцева, продюсеров Александра Роднянского и Сергея Мелькумова, сценариста Олега Негина и оператора Михаила Кричмана, в прошлом работала над фильмами «Елена» (2011) и «Левиафан» (2014), которые тоже имели успех на Каннском кинофестивале.
Фильм рассказывает о современной московской семье, в которой супруги (Марьяна Спивак и Алексей Розин) собираются развестись, но не могут решить, с кем оставить сына Алёшу (Матвей Новиков). В череде конфликтов и бесконечных взаимных претензий они откровенно пренебрегают им, и Алёша, чувствуя абсолютную ненужность обоим родителям, после их очередной ссоры неожиданно исчезает. Они временно объединяются, чтобы найти его.
В России премьера состоялась 1 июня 2017 года. В 2018 году фильм был номинирован на премии «Оскар» и «Золотой глобус» в категории «Лучший фильм на иностранном языке», премию BAFTA в категории «Лучший фильм не на английском языке». Во Франции фильм получил премию «Сезар» за лучший фильм на иностранном языке.

## Сюжет

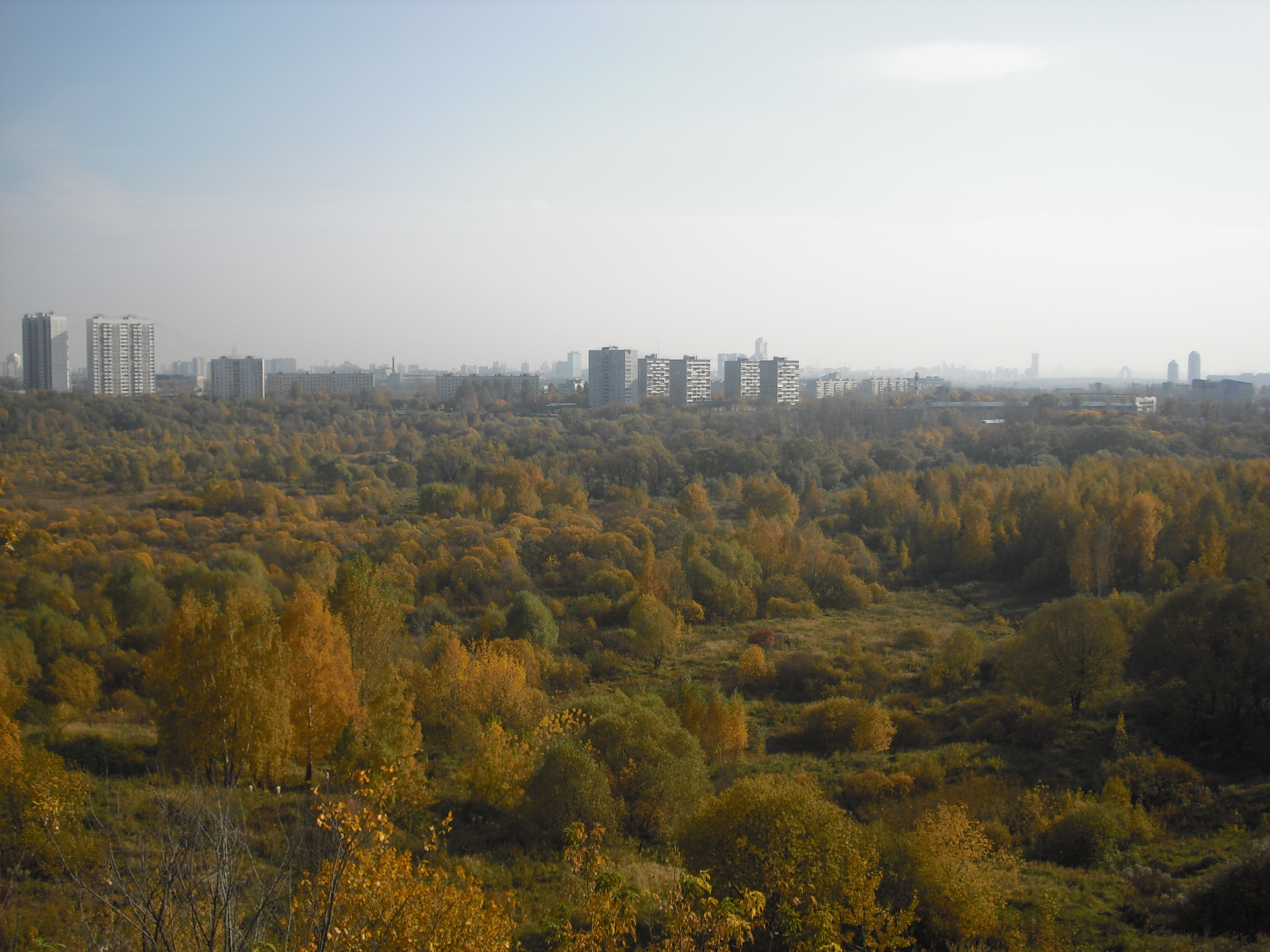
Большое число эпизодов фильма было снято в Сходненском ковше и рядом с ним

Действие фильма происходит в октябре 2012 года. В отношениях администратора салона красоты Жени (Марьяна Спивак) и менеджера по продажам Бориса (Алексей Розин) давно наступил разлад, и они готовятся подать на развод. Оставаясь пока ещё официально женатыми, они оба уже имеют отношения на стороне: Борис живёт с беременной от него девушкой Машей (Марина Васильева), а у Жени есть обеспеченный любовник Антон (Андрис Кейш). Дело остаётся за малым: нужно продать общую квартиру и решить, с кем останется жить их 12-летний сын Алёша (Матвей Новиков).
Алёша возвращается из школы и садится делать уроки, наблюдая осенний дождь за окном. Раздаётся звонок — его мать сообщает ему, что пришли покупатели смотреть их квартиру, и что он должен прибраться в своей комнате. Заходят покупатели: мужчина (Максим Стоянов) со своей беременной девушкой (Любовь Соколинская). Алёша не рад их приходу и тому, что родители продают квартиру, и закрывает дверь в свою комнату. В конце осмотра они заходят в детскую. Мать делает замечание мальчику, что тот не поздоровался с покупателями, и даёт ему подзатыльник. В ответ Алёша здоровается сквозь зубы, а затем, обиженный на мать, выбегает из комнаты.
Этой же ночью Алёша подслушивает скандал родителей, в процессе которого выясняется, что ни Борис, ни Женя совершенно не горят желанием его воспитывать (считая, что он станет помехой их новым романам) и пытаются спихнуть сына друг на друга. Муж считает, что ребёнку важнее жить с матерью, однако жена не намерена уступать и говорит, что тоже хочет пожить своей жизнью, а он лишь пытается прикрыть свой эгоизм. Его следующее предложение — отдать ребёнка бабушке (Наталия Потапова) — Женя тоже отвергает, так как её мать не любит внука. В конечном итоге они оба даже рассматривают вариант отдать сына в детдом, но понимают, что ювенальная юстиция не позволит им это сделать. На следующий день после завтрака, во время которого мать называет сына «квёлым», Алёша выбегает из дома якобы в школу, но домой не возвращается.
Женя об этом не знает, потому что домой в тот день не возвращается, а проводит ночь у Антона. Она признаётся, что он — её первая любовь и что она никогда никого не любила, кроме матери — и то в детстве. Мать, по словам Жени, вела себя с ней как «злая, одинокая стерва». Она также говорит, что до мужа у неё никого не было и «залетела» она по глупости, из-за чего ей и пришлось выйти замуж за нелюбимого Бориса. Утром Женя возвращается домой и ложится спать, не зная, что сын не ночевал дома.

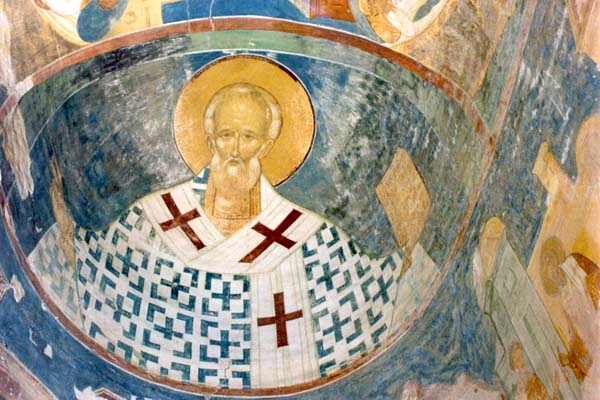
В «отделе продаж», где работает Борис, стены украшены репродукциями фресок Дионисия из Ферапонтова монастыря (XV век)

Через какое-то время ей звонят из школы и сообщают о том, что Алёши не было в школе ни вчера, ни сегодня. Несмотря на возражения Бориса, что мальчик скоро сам вернётся, Женя извещает полицию. Оперуполномоченный (Сергей Борисов) в разговоре с Женей предполагает, что ребёнок ушёл гулять с друзьями или бродит по торговому центру, сообщая, что подавляющее большинство «бегунков» возвращаются домой на 7-10 день. Он же советует ей подключить к поиску мальчика волонтёров из негосударственного поискового отряда, а не надеяться на правоохранительные органы, которые утопят дело в бюрократических процедурах.

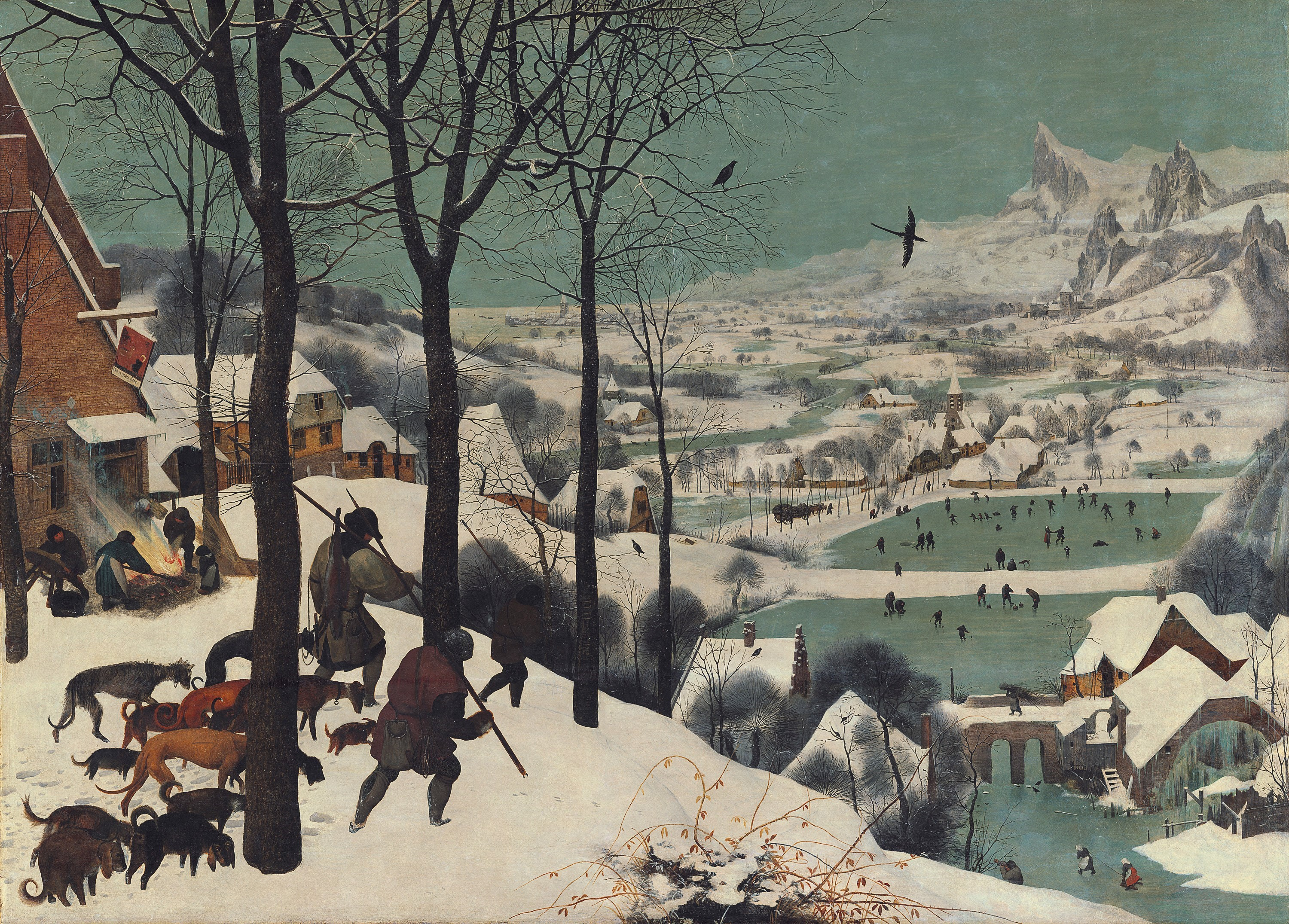
В серии сцен фильма есть косвенные визуальные ссылки на несколько картин Питера Брейгеля Старшего (в частности на «Охотников на снегу»)

Тогда Женя принимает решение обратиться к волонтёрам. Координатор поисково-спасательного отряда (Алексей Фатеев) Иван, обрисовывая Жене и Борису план поиска, предполагает, что мальчик может находиться у бабушки, которая живёт на даче в трёх часах езды от Москвы. Женя сомневается, потому что Алёша не знает туда дороги, и очень неохотно соглашается поехать с Борисом к матери, потому что у неё с ней очень напряжённые отношения. Мать Жени принципиально не выходит на связь с дочерью, а когда супруги приезжают в сопровождении волонтёра, не сразу впускает их в дом. Она не верит в пропажу мальчика и считает, что Женя и Борис специально выдумали эту историю, чтобы разжалобить её и, как следствие, «повесить» мальчика на неё. После эмоционального скандала с матерью Женя и Борис уезжают обратно в Москву. По дороге домой в машине Женя признаётся Борису, что вышла за него замуж и родила Алёшу только потому, что не могла больше жить с матерью, но это была ошибка, и ей нужно было сделать аборт. Супруги снова ругаются и Борис высаживает Женю посреди пути.
Вернувшись в Москву, они узнают, что поиски не увенчались успехом. Координатор волонтёрского отряда приходит в школу Алёши и ему удаётся разговорить единственного друга последнего (Артём Жигулин), который признаётся в существовании так называемой «базы» — заброшенного здания в чаще леса, где собираются мальчишки из школы. Волонтёры и Борис отправляются туда, но находят только куртку мальчика. В одну из больниц доставлен мальчик, найденный на улице и похожий по описанию; к нему приходит Женя, но это оказывается не Алёша.
Через некоторое время Борис, Женя, Антон и координатор волонтёров отправляются в морг для опознания трупа неизвестного мальчика. После того, как патологоанатом поднимает покрывало с обезображенного трупа подростка, у Жени начинается истерика и она сообщает, что это не Алёша, потому что на его теле нет родинки, которая есть у Алёши. Борис соглашается с женой, однако координатор рекомендует им провести сравнительный анализ ДНК, полагая, что родители могут находиться в состоянии отрицания. Истерика Жени продолжается, она нападает на сохраняющего спокойствие Бориса с криками, что никогда не отдала бы мальчика в детский дом. Она уходит в коридор, где её успокаивает Антон. После её ухода Борис садится на пол и больше не может сдержать слёз. Таким образом, вопрос о судьбе мальчика остаётся открытым.
Спустя два года Алёша числится пропавшим без вести, супруги живут раздельно, а в их проданной квартире теперь идёт ремонт. Борис живёт в квартире Маши вместе с тёщей, у них родился сын, к которому Борис тоже не испытывает тёплых чувств. Женя живёт в роскошных апартаментах Антона, но и она не чувствует себя счастливой. В заключительных сценах фильма демонстрируются пейзажи Сходненского ковша, а также оградительная лента, которую Алёша однажды закинул на дерево по дороге из школы.

## В ролях
| Актёр              | Роль                                           |
| ------------------ | ---------------------------------------------- |
| Марьяна Спивак     | Женя жена Бориса                               |
| Алексей Розин      | Борис муж Жени                                 |
| Матвей Новиков     | Алёша сын Бориса и Жени                        |
| Андрис Кейш        | Антон любовник Жени                            |
| Марина Васильева   | Маша любовница Бориса                          |
| Алексей Фатеев     | Иван координатор поисково-спасательного отряда |
| Сергей Борисов     | оперуполномоченный                             |
| Наталия Потапова   | мама Жени                                      |
| Анна Гуляренко     | мама Маши                                      |
| Сергей Бадичкин    | Сергей коллега Бориса                          |
| Евгения Дмитриева  | парикмахер                                     |
| Артём Жигулин      | Кузнецов одноклассник Алёши                    |
| Максим Солопов     | отец Кузнецова                                 |
| Татьяна Рябоконь   | риэлтор                                        |
| Максим Стоянов     | покупатель квартиры                            |
| Любовь Соколинская | девушка покупателя                             |
| Варвара Шмыкова    | Лена поисковик                                 |
| Натали Старынкевич | косметолог                                     |
| Ирина Кривонос     | медсестра                                      |

## Создатели фильма
- Режиссёр: Андрей Звягинцев
- Сценаристы: Олег Негин, Андрей Звягинцев
- Оператор: Михаил Кричман
- Художник-постановщик: Андрей Понкратов
- Художник по костюмам: Анна Бартули
- Художник по гриму: Галина Пономарёва
- Звукорежиссёр: Андрей Дергачёв
- Монтаж: Анна Масс
- Композиторы: Евгений Гальперин, Саша Гальперин
- Продюсеры: Александр Роднянский, Сергей Мелькумов
- Сопродюсер: Глеб Фетисов
- Исполнительные продюсеры: Винсент Маравал, Паскаль Кошете, Грегуар Сорлат
- Исполнительный продюсер: Екатерина Маракулина

## Создание

### Замысел и написание сценария
Весной 2011 года, когда был закончен фильм «Елена», Андрей Звягинцев стал думать над тем, какой фильм создавать дальше. Появилась идея сделать ремейк «Сцен из супружеской жизни» Ингмара Бергмана, то есть, по словам режиссёра «перенести историю [из этого фильма] в наши дни и на российскую почву, взглянуть на то, в какое кризисное состояние может прийти семья после многих лет совместной жизни». Однако купить права на сценарий оказалось настолько трудно, что уже был снят «Левиафан», а всё никак не удавалось получить положительное решение от одного из четырёх правообладателей на сценарий Бергмана. В июне 2015 Олег Негин натолкнулся на статью про историю создания поисково-спасательного отряда «ЛизаАлерт». Так появился новый персонаж ранее обдумываемой истории про кризис семьи – сын главных героев; его поиски на фоне распадающихся семейных отношений обострили коллизию. Как говорит Андрей Звягинцев об этом: «Изначальная идея о катастрофе в семье, о разрушении супружеских связей, о разводе вдруг обрела свою цельность, ясность и силу».
Проект нового фильма был запущен Александром Роднянским в работу на основании короткого безымянного тритмента, изложенного на трёх страницах Олегом Негиным, в которых содержался в общих чертах будущий сюжет. Далее режиссёр добавил своё видение развития событий в картине, а уже к ноябрю 2015 года Негиным был закончен литературный сценарий под названием «Нелюбовь». К этому времени часть объектов для съёмки была уже найдена, а также были готовы первые эскизы главных интерьеров фильма: квартира Слепцовых, квартира Маши и апартаменты Антона.

### Название
Название фильма придумал сценарист Олег Негин. Изначально Звягинцеву оно не совсем понравилось, но ничего другого он предложить на тот момент не мог. Надеясь на то, что «имя» ему подскажет сам фильм в процессе работы, как это обычно было раньше, режиссёр начал съёмки картины с рабочим названием — «Нелюбовь». С течением времени создатели фильма свыклись с этим названием и пришли к мнению, что оно отлично раскрывает замысел сценаристов. Вот что сам режиссёр говорит об этом:

Я привык к этому названию и даже полюбил его, потому что оно безупречно точно, с хирургической ясностью указывает на адрес главной проблемы, которую рассматривает наш фильм: нелюбовь. И это не простое отсутствие любви. А её антипод. И не противоположная сторона вопроса, не банальная ненависть или холодное равнодушие, а что-то большее — нелюбовь. И никаких оговорок.
 По словам Андрея Звягинцева, был вариант назвать фильм — «Поле битвы».
Иностранные дистрибьюторы столкнулись с трудностями перевода названия — во многих языках, в том числе и в английском, нет слова, которое бы полностью отражало всю суть сюжета.

### Подбор актёров

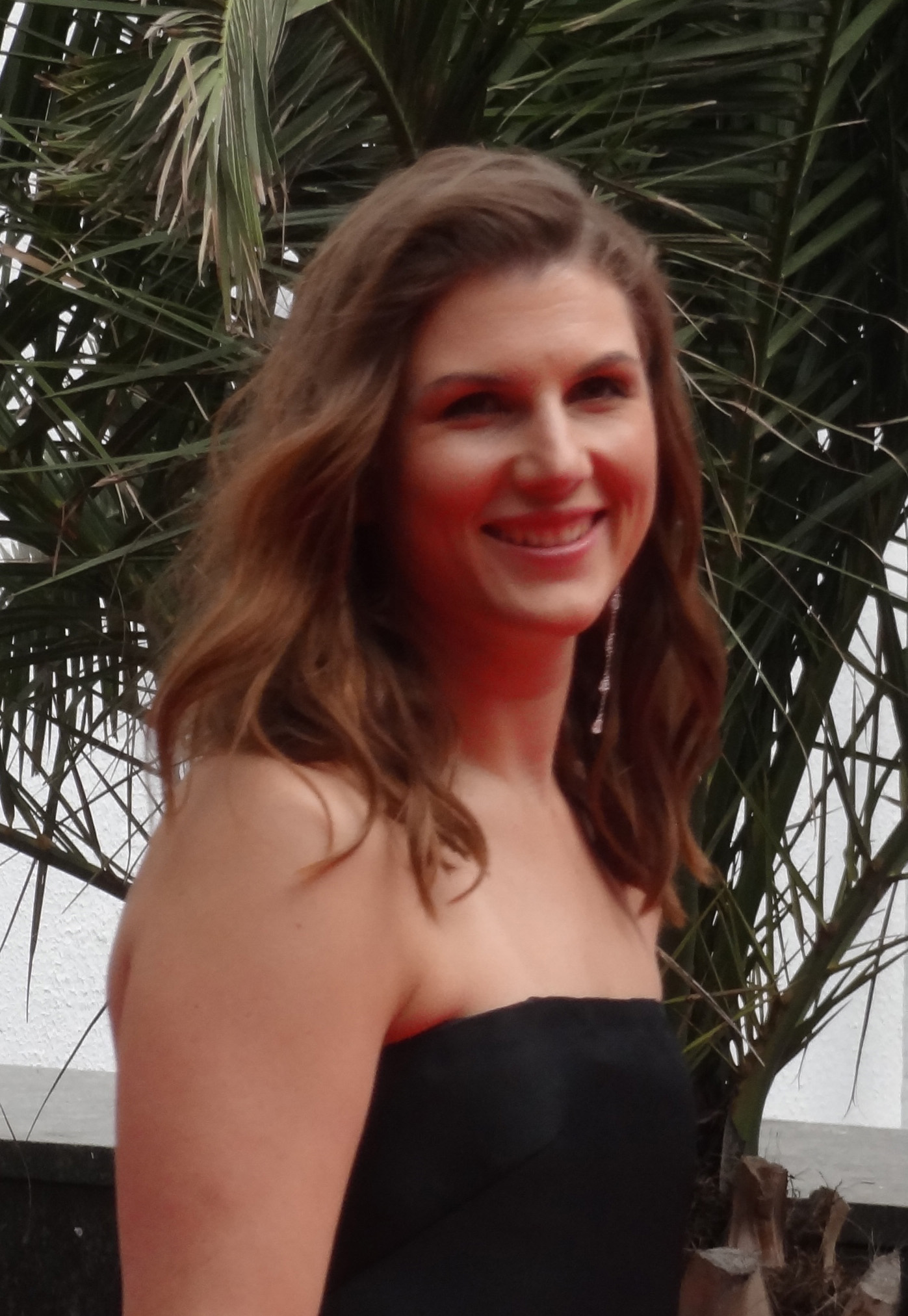
Марьяна Спивак, исполнившая роль Жени Слепцовой

Подбор актёров начался в декабре 2015 года. Алексей Розин уже снимался в фильмах «Елена» (2011) и «Левиафан» (2014), но для Марьяны Спивак это была первая роль в проектах Звягинцева и Роднянского. Она была первой актрисой, которая пришла на кинопробы. Исполнители главных ролей — Жени и Бориса — в течение полугода прошли через 4 этапа проб.
В поисках мальчика на роль Алёши Слепцова было отсмотрено более 250 детей из Москвы и Санкт-Петербурга. Собеседование и пробу одной из сцен с каждым из них проводила кастинг-директор проекта Элина Терняева. В итоге было отобрано семеро «финалистов», которым предстояло пройти пробы с режиссёром. В их числе оказались Матвей Новиков, в результате и сыгравший Алёшу, и Артём Жигулин, исполнивший роль друга и одноклассника Алёши – Кузнецова.
Режиссёр хотел, чтобы роли поисковиков исполняли профессиональные актёры, не массовка. Для этого был организован отдельный кастинг, в котором приняли участие более 200 актёров, из которых отобраны были 30 человек. За работу этой группы отвечала режиссёр Мария Лойтер. Она организовала самостоятельный кастинг, результаты которого демонстрировала режиссёру фильма, и в итоге, во время съёмочного процесса была старшей в группе поисковиков. Все актёры, исполнившие роли волонтёров ПСО, в том числе Алексей Фатеев (координатор) и Варвара Шмыкова (Лена), за несколько недель до начала съёмок инкогнито принимали участие в реальных поисково-спасательных операциях ПСО «ЛизаАлерт».

### Подготовительная работа и съёмки

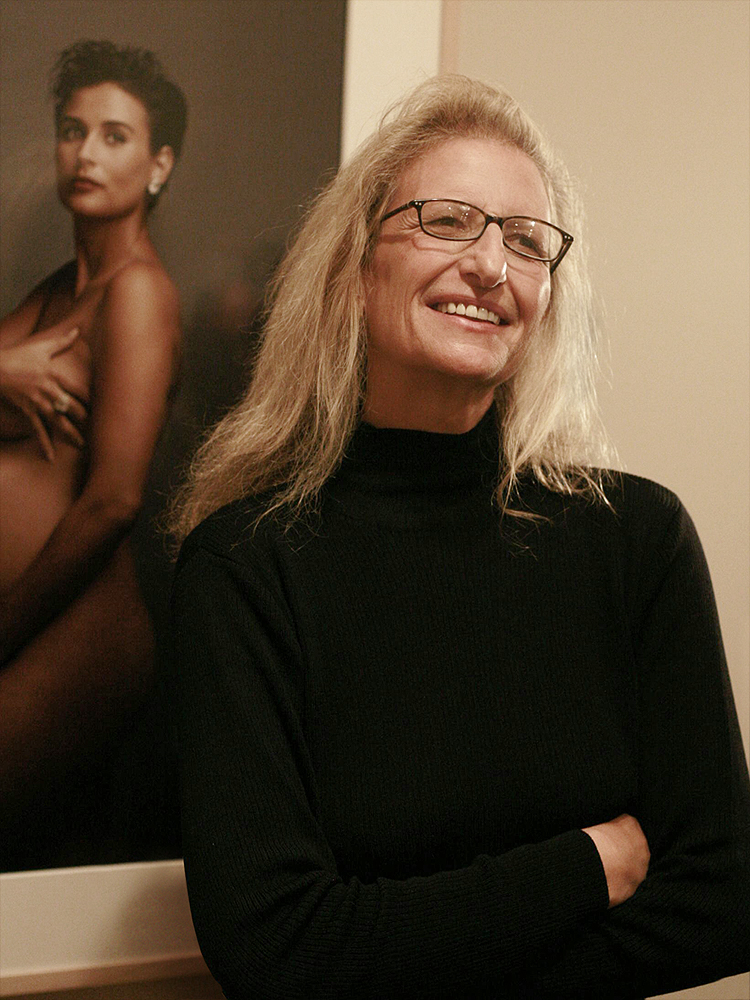
Фотографии обнажённой натуры авторства Энни Лейбовиц были использованы в качестве референсов для съёмок откровенных сцен

12 ноября 2015 года Андрей Звягинцев объявил о начале работы над новым фильмом. «Это история мужа и жены, которые расстаются. История очень печальная, пронзительная», — сказал он, добавив, что зрителям «придётся пролить слёзы». Режиссёр отметил, что название картины уже придумано, однако пока оно будет держаться в секрете.
В мае 2016 года было оглашено название фильма — «Нелюбовь», а также некоторые детали сюжета.
Съёмки начались 5 сентября 2016 года и должны были закончиться в конце ноября — начале декабря. Однако аномально ранний снег, выпавший в Москве 27 октября 2016 года, внёс значительные коррективы как в художественный образ, так и в производство картины. Снег, который по изначальному замыслу появлялся только в эпилоге, проник в эпизоды поиска Алёши в комплексе заброшенных зданий, ночной расклейки ориентировок и некоторые другие.
Открывающий картину эпизод с выбегающими из школы учениками снимался 5 ноября 2016 года. По сюжету в кадре осенний день — 9 октября 2012 года. Но из-за выпавшего снега школьный двор выглядел по-настоящему зимним. В течение трёх часов сотрудники художественного департамента вычищали снег с асфальта, газона, ветвей деревьев и козырька школы. К моменту начала съёмок световой день стремительно стал подходить к концу, из-за чего удалось снять только 4 дубля. Эпизод был переснят весной, 9 апреля 2017 года. Именно он и вошёл в окончательную версию монтажа. Однако в версию фильма, представленную отборочной комиссии Каннского кинофестиваля, вошёл дубль, снятый ещё осенью.
В конце ноября 2016 года было принято решение о приостановке съёмочного процесса. Досъёмки были осуществлены весной, в период с 25 марта по 9 апреля 2017 года. В общей сложности объём весеннего блока составил 12 съёмочных дней, 15 минут полезного хронометража и чуть более 50 планов.
В итоге фильм был снят за 58 съёмочных дней. Всего было снято 275 съёмочных планов.
Положительным героем фильма режиссёр Андрей Звягинцев называет волонтёрский поисковый отряд «Вера», прототипом которого стал отряд «ЛизаАлерт». Чтобы поисковые работы выглядели в фильме по возможности реалистично, представители отряда консультировали съёмочную группу. Кроме того, в съёмках фильма в качестве реквизита использовалось оборудование отряда: автомобили, GPS-навигаторы, компасы .
«Нелюбовь» — первый полнометражный фильм Андрея Звягинцева, снятый на цифровые камеры (ARRI Alexa XT и Alexa Mini). В съёмках использовалась анаморфотная оптика Cooke Anamorphic/i.

### Места съёмок

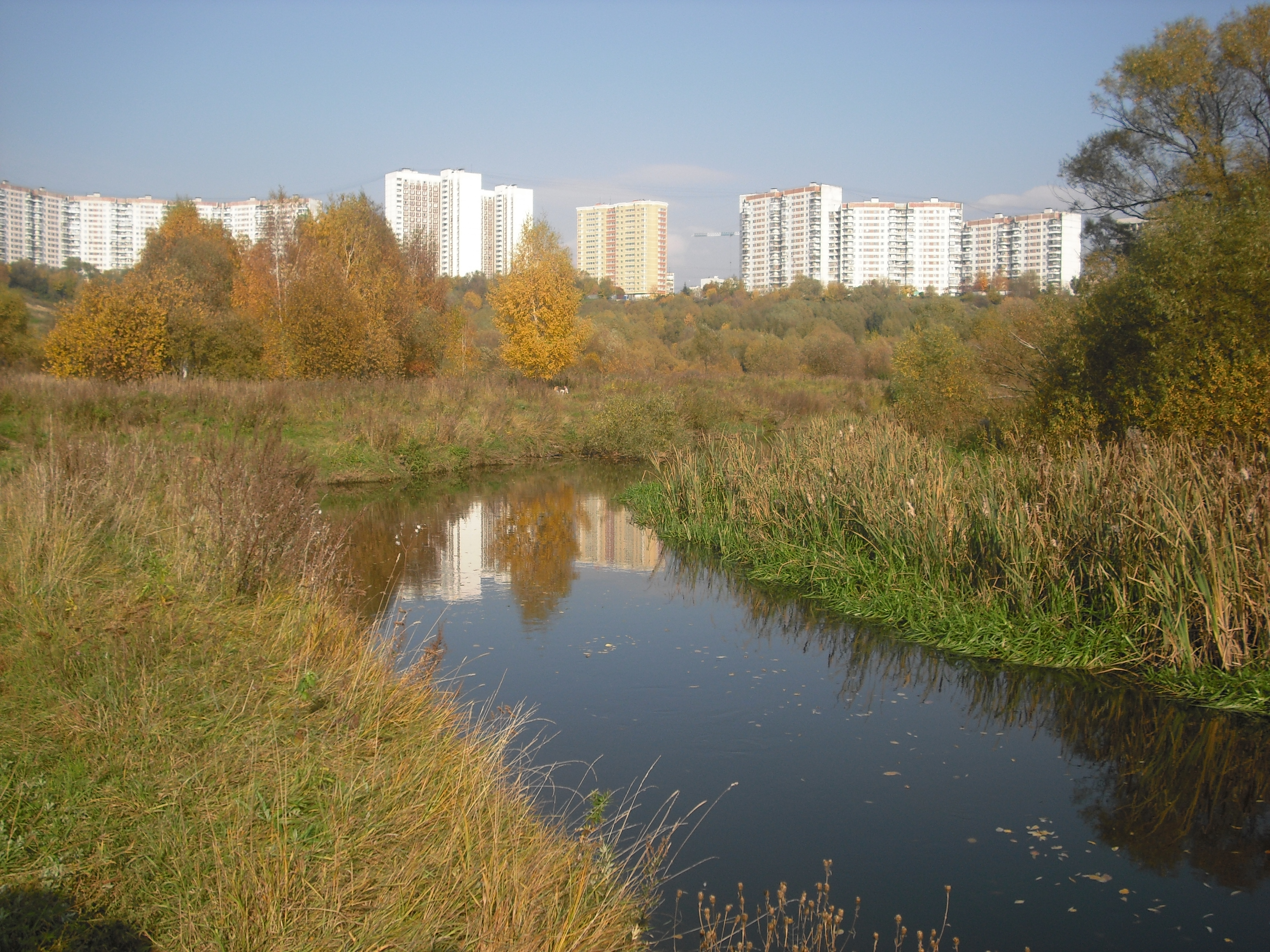
В ряде моментов фильма можно увидеть реку Сходню (на фотографии мы видим её на дне Сходненского ковша) и прилегающую местность

Местом действия кинокартины был выбран район Южное Тушино на северо-западе Москвы. Там снимались: школа (экстерьер и интерьер), дом Слепцовых, парковка перед домом, прилегающие к ней улицы, продуктовый магазин, автобусная остановка, а также памятник природы — Сходненский ковш, тот самый овраг, в низовье которого мальчик после окончания уроков прогуливается вдоль берегов реки. Река эта зовётся Сходня.
Все три жилых помещения — квартира Слепцовых, Маши и Антона — были выстроены в павильоне по проекту художника-постановщика картины Андрея Понкратова. В декорации «квартира Слепцовых», кроме жилых помещений, была построена лестничная площадка и кабина лифта. Все декорации квартир находились на высоте 2,5 — 3 метров относительно пола павильона, что позволяло камере, оказавшись достаточно близко к окнам, «не видеть» пол. За окнами декорации были установлены стволы и ветви деревьев. Во время съёмок ветви приводились в движение с помощью специальной системы тросов сотрудниками художественного департамента. Благодаря этому деревья «колышутся на ветру», что придаёт декорации реалистичности.
Декорацией, построенной в павильоне, является и лифт, в котором Борис, вместе с другими офисными сотрудниками, поднимается с подземной парковки. Закрытие дверей в лифте имитировалось специальными «флагами» из чёрной ткани, перекрывающими свет от осветительных приборов. Эффект движения создавался с помощью вращения осветительных приборов за стенами лифта.
Эпизод в морге снимался в построенной декорации на территории завода «Кристалл».

### Монтаж
Монтаж начался в декабре 2016 года, а завершился в апреле 2017 года. Это первая картина, которую Андрей Звягинцев и монтажёр Анна Масс были вынуждены начать монтировать ещё до окончания съёмочного периода, во время приостановки съёмок, и не в хронологической последовательности. В процессе монтажа в картине образовывались лакуны, или пустоты, которые нельзя было заполнить материалом. Оттого ритм повествования прерывался, что было достаточно некомфортным для творческого процесса. Об этом говорил сам режиссёр уже весной, во время досъёмок картины.

## Релиз
В мае 2016 года на кинорынке Marché du Film в Каннах компания Pyramide Distribution приобрела права на фильм для дистрибуции во Франции, а Wild Bunch — на всех территориях за пределами Франции и СНГ.
В марте 2017 года стало известно, что права на фильм приобрели все европейские страны, и ожидается несколько сделок с компаниями из Азии и Латинской Америки.
10 апреля 2017 года в Париже рабочая версия фильма (ещё до окончания работ по сведению звука и компьютерной графике) была продемонстрирована членам отборочной комиссии Каннского кинофестиваля.
13 апреля 2017 года было объявлено, что «Нелюбовь» вошла в основную конкурсную программу 70-го Каннского кинофестиваля, а создатели фильма сообщили, что надеялись на выдвижение на Каннском кинофестивале, но всерьёз не рассчитывали.
31 мая 2017 года в московском кинотеатре «Октябрь» состоялся премьерный показ, а 1 июня 2017 года лента вышла в российский кинопрокат.

### Премьерные показы
Франция — 18 мая 2017 (70-й Каннский кинофестиваль)

 Россия — 31 мая 2017 (Кинотеатр «Октябрь»)

 Германия — 23 июня 2017 (35-й международный Мюнхенский кинофестиваль)

### Широкий прокат
Россия — 1 июня 2017

 Армения — 1 июня 2017

 Беларусь — 1 июня 2017

 Казахстан — 1 июня 2017

 Франция — 20 сентября 2017

 Великобритания — 9 февраля 2018

 Украина — 19 апреля 2018

## Отзывы

### В России

#### Пресса, критики
Кинокритик Антон Долин отмечает, что сюжет фильма развивается на фоне отчётливого социально-политического контекста России 2012—2014 годов. В фонограмме фильма присутствуют упоминания и о выборах координационного совета оппозиции (московские протесты 2011—2012 годов), и о войне на востоке Украины, но герои никак не комментируют эти события, это лишь фон их жизни.
Кинокритик Андрей Плахов в своей рецензии говорит следующее — «в „Нелюбви“ есть и положительные герои (те самые волонтёры-спасатели, чья деятельность показана с подробной обстоятельностью), есть и поэзия, и саспенс, и печаль человеческой утраты», а также делает вывод, что среди прочего это фильм «о лицемерии обуявшей бездуховное общество религиозности, которая не смягчает нравы и не лечит раны».
Киновед и культуролог Кирилл Разлогов считает, что факт исчезновения 12-летнего сына в фильме — нелюбимого свидетеля распада семьи — сближает его с античной трагедией.

#### Официальные лица
30 мая 2017 года стало известно, что премьер-министр РФ Дмитрий Медведев поздравил режиссёра Андрея Звягинцева и продюсера Александра Роднянского с призом жюри 70-й Каннского международного кинофестиваля за фильм «Нелюбовь», отметив, что это достойная оценка их таланта. «Искренне рад поздравить вас с призом жюри юбилейного, 70-го Каннского фестиваля… Вы создали киноленту, которая пронзительно и честно рассказала о жизни семьи, непростых отношениях отцов и детей, о чувствах и переживаниях, о том, что волнует каждого человека. И награда Канн — это достойная оценка вашего таланта и особого взгляда», — говорилось в поздравительной телеграмме.

### В мире

#### Пресса, критики
Британский киножурнал Sight & Sound признал «Нелюбовь» одним из десяти лучших фильмов 2017 года.
Кинокритик Питер Брэдшоу в британской газете The Guardian дал фильму максимально высокую оценку. По его мнению, новый фильм Андрея Звягинцева — «это суровая, таинственная и пугающая история духовной катастрофы: драма, посаженная на скелет процедурного детективного триллера». «Фильм обладает гипнотической силой и невыносимой неоднозначностью, которая сохраняется до самого финала. Это история современной России, жители которой находятся во власти неумолимых сил, мира без любви, который похож на планету, непригодную для человека, место, где обычное выживание мутировало в бесконечную страсть к деньгам, улучшению общественного положения, в желание второго брака, который принесёт хорошую квартиру, секс и роскошь, в социальные медиа с их постоянной зацикленностью на себе и собственном статусе. Но всё это прикрывается или контролируется консервативными социальными нормами христианства, конформизма и национализма», — далее резюмирует кинокритик.
Кинокритик Джессика Киэнг в своей рецензии для The Playlist написала — «есть, конечно, что-то „сталкеровское“, почти фантастическое в недосказанности опустошённых пейзажей, но „Нелюбовь“ говорит не о ближайшем будущем, а о недавнем прошлом. Радио в машине бурчит о предсказании апокалипсиса, сделанном майя, а в телевизоре обсуждают ситуацию на Украине (тут более-менее ничего не изменилось). Для фильма, который сделан с такой тщательностью, этот новостной шум звучит не очень внятно, но и в этом тоже есть свой смысл. Как и многие фильмы ужасов, „Нелюбовь“ вскормлен яростью, и эти смутные моменты необходимы Звягинцеву для того, чтобы маска формальной точности могла соскользнуть вниз, приоткрывая гримасу праведного гнева».
Фильм получил положительную оценку от кинокритика ведущего американского еженедельника Variety Оуэна Глейбермана. Он считает, что — «с помощью второстепенных деталей Звягинцев описывает романтический невроз, охвативший всё общество. <…> Коррумпированное общество оказывается чашкой Петри для брака без любви, в котором появляется нелюбимый ребёнок. Драматургия — внятная, но в то же время неспешная в своих наблюдениях, реалистическая, но в то же время метафоричная… Это одновременно фильм-размышление и драма об отношениях. Практически каждый знает о болезни, диагноз которой он ставит. И эпидемия не ограничивается Россией».
Кинокритик IndieWire Энн Томпсон в своём обзоре номинантов на премию «Оскар» в категории «Лучший фильм на иностранном языке» отозвалась о фильме следующим образом: «„Нелюбовь“ — трогательная, напряжённая семейная драма, проклинающая российское общество, которое автор сценария и режиссёр Андрей Звягинцев изображает поглощённым карьеризмом, эгоизмом, жадностью и даже полным пренебрежением к собственным детям».
Стив Понд из The Wrap провёл яркую параллель между «Левиафаном» и «Нелюбовью»: «Как и „Левиафан“, „Нелюбовь“ — это беспощадный портрет эмоционально, этически и физически опустошённой страны. Прошлый фильм был откровенно политическим и рассказывал историю об автослесаре, который теряет свой дом; о коррумпированном мэре города, а также о политических, юридических и религиозных институтах, которые формируют одну плутовскую систему. „Нелюбовь“ же, напротив, кажется камерной — хотя в финале эта маленькая история обретёт пугающие масштабы».
Кинокритик Evening Standard Дэвид Секстон в своей рецензии на фильм сделал следующий вывод: «В этой России есть все атрибуты материального процветания — новые машины, смартфоны, бесконечные селфи в декорациях уродливой постсоветской инфраструктуры — но нет сердца, нет души. Звягинцев изображает её деловито, с каким-то ледяным спокойствием. В этих лесах деревья падают и увядают».
Некоторые критики сравнивали «Нелюбовь» с его вдохновением, мини-сериалом «Сцены из супружеской жизни». Джастин Чанг из Los Angeles Times назвал фильм «увядающей съёмкой современного русского недомогания». Жаннет Катсулис из The New York Times прокомментировала атмосферу и напряжённую съёмку. Майк Д’Анджело из The A.V. Club написал, что с новостями о предполагаемом взломе российского правительства после президентских выборов в США в 2016 году, «Нелюбовь» показала, что гражданские лица в России также недовольны при её правительстве. Энтони Лейн, в положительном отзыве для The New Yorker, отметил мрачность сюжетной линии фильма, но назвал её «гораздо более захватывающей, чем мрачной». Критик Дэвид Эрлих назвал музыку Евгения и Саши Гальперинов девятым лучшим киносаундтреком 2017 года, особенно похвалив композицию «11 Cycles of E» как «поразительную».

## Отображение в искусстве
В 2017 году рэп-группа «Грот» использовала кадры из фильма в клипе на песню «Лиза», посвящённую поиску Лизы Фомкиной.

## Награды и номинации
| Год  | Фестиваль / премия                                           | Категория                           | Номинанты и получатели                                                 | Результат |
| ---- | ------------------------------------------------------------ | ----------------------------------- | ---------------------------------------------------------------------- | --------- |
| 2017 | Каннский международный кинофестиваль                         | «Золотая пальмовая ветвь»           | Андрей Звягинцев                                                       | Номинация |
| 2017 | Каннский международный кинофестиваль                         | Приз жюри                           | Андрей Звягинцев                                                       | Победа    |
| 2017 | Мюнхенский международный кинофестиваль                       | Гран-при                            | Андрей Звягинцев                                                       | Победа    |
| 2017 | Всероссийский кинофестиваль «Золотой Феникс»                 | Гран-при                            | Андрей Звягинцев                                                       | Победа    |
| 2017 | Международный конкурс художественных фильмов «Золотой кокон» | Гран-при                            | Андрей Звягинцев                                                       | Победа    |
| 2017 | Лондонский международный кинофестиваль                       | Гран-при                            | Андрей Звягинцев                                                       | Победа    |
| 2017 | Премия Европейской киноакадемии                              | Лучший европейский фильм            | «Нелюбовь»                                                             | Номинация |
| 2017 | Премия Европейской киноакадемии                              | Лучший европейский режиссёр         | «Нелюбовь»                                                             | Номинация |
| 2017 | Премия Европейской киноакадемии                              | Лучший европейский сценарий         | «Нелюбовь»                                                             | Номинация |
| 2017 | Премия Европейской киноакадемии                              | Лучшая операторская работа          | «Нелюбовь»                                                             | Победа    |
| 2017 | Премия Европейской киноакадемии                              | Лучшая музыка к фильму              | «Нелюбовь»                                                             | Победа    |
| 2017 | Премия Азиатско-Тихоокеанской киноакадемии                   | Лучшая режиссура                    | «Нелюбовь»                                                             | Победа    |
| 2017 | Премия «Золотой единорог»                                    | Лучший фильм                        | «Нелюбовь»                                                             | Победа    |
| 2017 | Премия «Золотой единорог»                                    | Лучший сценарий                     | «Нелюбовь»                                                             | Победа    |
| 2017 | Премия «Золотой единорог»                                    | Лучшая актриса                      | «Нелюбовь»                                                             | Победа    |
| 2018 | Премия «Золотой глобус»                                      | Лучший фильм на иностранном языке   | «Нелюбовь»                                                             | Номинация |
| 2018 | Премия «Золотой орёл»                                        | Лучший игровой фильм                | Андрей Звягинцев, Александр Роднянский, Сергей Мелькумов, Глеб Фетисов | Номинация |
| 2018 | Премия «Золотой орёл»                                        | Лучшая режиссёрская работа          | Андрей Звягинцев                                                       | Победа    |
| 2018 | Премия «Золотой орёл»                                        | Лучший сценарий                     | Олег Негин, Андрей Звягинцев                                           | Номинация |
| 2018 | Премия «Золотой орёл»                                        | Лучшая операторская работа          | Михаил Кричман                                                         | Номинация |
| 2018 | Премия «Золотой орёл»                                        | Лучшая музыка к фильму              | Евгений Гальперин, Саша Гальперин                                      | Номинация |
| 2018 | Премия BAFTA                                                 | Лучший фильм не на английском языке | Андрей Звягинцев, Александр Роднянский                                 | Номинация |
| 2018 | Премия «Сезар»                                               | Лучший иностранный фильм            | Андрей Звягинцев                                                       | Победа    |
| 2018 | Премия «Оскар»                                               | Лучший фильм на иностранном языке   | «Нелюбовь»                                                             | Номинация |
| 2018 | Премия «Ника»                                                | Лучший игровой фильм                | Андрей Звягинцев, Александр Роднянский, Сергей Мелькумов, Глеб Фетисов | Номинация |
| 2018 | Премия «Ника»                                                | Лучшая режиссёрская работа          | Андрей Звягинцев                                                       | Номинация |
| 2018 | Премия «Ника»                                                | Лучший сценарий                     | Олег Негин, Андрей Звягинцев                                           | Номинация |
| 2018 | Премия «Ника»                                                | Лучшая операторская работа          | Михаил Кричман                                                         | Номинация |
| 2018 | Премия «Ника»                                                | Лучшая музыка к фильму              | Евгений Гальперин, Саша Гальперин                                      | Номинация |
| 2018 | Премия «Ника»                                                | Лучшая работа звукорежиссёра        | Андрей Дергачёв                                                        | Номинация |
| 2018 | Премия «Восток — Запад. Золотая арка»                        | Лучший полнометражный игровой фильм | «Нелюбовь»                                                             | Победа    |
| 2018 | Премия «Восток — Запад. Золотая арка»                        | Лучшая режиссёрская работа          | Андрей Звягинцев                                                       | Победа    |
| 2018 | Премия «Восток — Запад. Золотая арка»                        | Лучшая операторская работа          | Михаил Кричман                                                         | Победа    |
| 2018 | Премия «Восток — Запад. Золотая арка»                        | Лучшая музыка к фильму              | Евгений Гальперин                                                      | Победа    |

## Комментарии
1. ↑  В частности, прогулка Алёши в овраге (Сходненского ковша) появилась в режиссёрском сценарии именно благодаря тому, что уже осенью 2015-го был утверждён главный натурный объект: место проживания семьи Слепцовых.